# Lamprologus lethops
Lamprologus lethops är en fiskart som beskrevs av Roberts och Stewart, 1976. Lamprologus lethops ingår i släktet Lamprologus och familjen Cichlidae. IUCN kategoriserar arten globalt som otillräckligt studerad. Inga underarter finns listade i Catalogue of Life.